# Adolfo Toledo Infanzón
Adolfo Toledo Infanzón (Ciudad Ixtepec, Oaxaca; 24 de marzo de 1961) es un Doctor en administración pública, ingeniero agrónomo, académico y político mexicano, miembro del Partido Revolucionario Institucional (PRI), se ha desempeñado como diputado Local por la LVII Legislatura del Congreso del Estado de Oaxaca, Presidente Municipal de Ciudad Ixtepec, senador y en dos ocasiones presidente del Comité Directivo Estatal del PRI Oaxaca y dirigente estatal de la Confederación Nacional Campesina Oaxaca, diputado local de la LXII Legislatura del Congreso del Estado de Oaxaca. En 2017 fue nombrado delegado federal de Economía en Oaxaca y en 2018 delegado federal de la Secretaría de Agricultura y Desarrollo Rural (SAGARPA). Actualmente, se desempeña como Secretario General Adjunto del Movimiento Territorial en el Comité Ejecutivo Nacional del PRI.

## Biografía
Originario de Ciudad Ixtepec, Oaxaca, ingresó al Partido Revolucionario Institucional en 1979, estudió la Ingeniería en Agronomía en el Instituto Tecnológico y de Estudios Superiores de Monterrey, de donde se graduó en 1982.

## Trayectoria política
En 1986 se desempeñó como Director de Desarrollo Agrícola; en 1993 fue designado Delegado de la Comisión Nacional de Zonas Áridas de Oaxaca, y luego, coordinador estatal de ASPRO en Oaxaca. Secretario de Desarrollo Agropecuario y Forestal, posteriormente coordinador general del Comité de Planeación en el Gobierno del Estado de Oaxaca. En 1999 fue diputado local de la LVII Legislatura.
En 2002 fue elegido presidente municipal de Ciudad Ixtepec. El 2 de julio de 2006 resultó elegido senador de la República por el periodo 2006-12. A partir del 1 de septiembre de 2006 fue Secretario de las Comisiones de Recursos Hidráulicos y de Radio, Televisión y Cinematografía, e integrante de las Comisiones de Gobernación y de Radio, Televisión y Cinematografía en la LX Legislatura del Congreso de la Unión de México y LXI Legislatura del Congreso de la Unión. En el 2013 fue nombrado director general del Centro de Estudios para el Desarrollo Rural Sustentable y la Soberanía Alimentaria (CEDRSSA) en Congreso de la Unión de México
El 15 de noviembre de 2013 tomó protesta como diputado Local de la LXII Legislatura del Congreso del Estado de Oaxaca donde presidió la Comisión Permanente de Vigilancia de la Auditoría Superior del Estado.

## Formación Académica
- Diplomado en Mercadotecnia Política por el Instituto Tecnológico Autónomo de México
- Diplomado en Gerencia de Campañas Políticas por la Universidad Iberoamericana
- Diplomado en Gobernabilidad y Transiciones por la Universidad Complutense - Universidad Iberoamericana
- Diplomado en Political Managment en George Washington University
- Ingeniero Agrónomo en Producción por el Instituto Tecnológico y de Estudios Superiores de Monterrey, Campus Monterrey
- Maestría en Administración Pública y Política Pública en el Instituto Tecnológico y de Estudios Superiores de Monterrey.
- Doctor en Administración Pública en la Universidad Anáhuac México Norte

## Libros Publicados
- Francisco Ramos García y Adolfo Toledo Infanzón (2018). La sustentabilidad alimentaria desde la nueva escuela agropecuaria. Oaxaca: Carteles Editores.
- Adolfo Toledo Infanzón y Tomás Miklos (2018). De la reforma a la transformación educativa (génesis y futuro de una disputa). Ciudad de México: S y G Editores.

## Cargos Académicos
- Profesor de Licenciatura en las asignaturas: Planeación  Estratégica en la Gestión Pública (2016-2018); Gestión de Recursos Gubernamentales (2017); Geografía, Economía y Política (2017); Economía y Derecho (2018); Gestión Económica del Estado Mexicano (2018) y Teoría Económica (2018) en la Universidad Anáhuac Oaxaca.
- Profesor de Maestría en las asignaturas: Teoría Política (2016) y Contratación Administrativa (2017) en la Universidad Anáhuac Oaxaca.
- Actualmente, se desempeña como profesor titular de la materia Administración Pública Federal y Paraestatal (2019) en la Universidad Anáhuac México Norte en el área de Posgrado.